# 庐山赐经亭
赐经亭位于中国江西省九江市庐山黄龙寺后约200米的山坡上，2013年3月成为全国重点文物保护单位。
赐经亭为石构方亭，中竖石碑。明神宗在万历十五年（1587年）为其母慈圣皇太后赐经黄龙寺而建。石碑正面刻神宗《护藏敕》及《新刊续入藏经序》，碑阴刻有《圣母印施佛藏经攒》。